# Manfred Burgstaller
Manfred Burgstaller (* 13. September 1939 in Wels) ist ein österreichischer Rechtswissenschaftler und ehemaliger Hochschullehrer an den Universitäten Linz und Wien.

## Leben
Burgstaller stammt aus einer ländlich geprägten nichtakademischen Familie, konnte aber gleichwohl das Gymnasium in Wels besuchen. Er verließ die Schule jedoch aus ökonomischen Gründen noch vor der Matura und wechselte an die Lehrerbildungsanstalt Linz. Dort legte er neben der Ausbildung zum Lehrer 1958 schließlich seine Matura ab. Dem schloss er ein Studium der Rechtswissenschaften an der Universität Wien an. 1961 beendete er den sein Studium mit Auszeichnung und nahm das Angebot seines Prüfers Roland Graßberger, an dessen Institut für Kriminologie zu arbeiten, an. Im Dezember 1962 wurde Burgstaller zum Dr. iur. promoviert und arbeitete daraufhin weiter am Wiener Institut für Kriminologie, beschäftigte sich aber hauptsächlich mit dem materiellen Strafrecht. Parallel absolvierte er sein Gerichtsjahr. Ab 1964 war er als wissenschaftlicher Assistent Graßbergers tätig und arbeitete an seiner Habilitation.
1969 schloss Burgstaller seine Habilitation mit einer Untersuchung zur Aussetzung bei Entscheidungen von Geschworenengerichten ab, woraufhin ihm am 23. Mai 1969 die Venia legendi für Strafrecht und Strafprozessrecht verliehen wurde. Er arbeitete weiterhin als Assistent am Institut für Kriminologie. 1971 vertrat er den Lehrstuhl von Diethelm Kienapfel an der Universität Linz. 1973 wurde Burgstaller von der Universität Wien auf einen neu geschaffenen außerordentlichen strafrechtlichen Lehrstuhl berufen und zum Leiter der Abteilung „Strafrechtsreform“ ernannt. Noch im selben Jahr kehrte er jedoch nach Linz zurück, um die ordentliche Professur auf dem neu eingerichteten Lehrstuhl für Strafrecht, Strafprozessrecht und Kriminologie anzutreten. 1975 nahm Burgstaller das Angebot der Universität Wien an, den Lehrstuhl für Strafrecht und Kriminologie seines nunmehr emeritierten akademischen Lehrers Roland Graßberger zu übernehmen. Diesen Lehrstuhl hatte Burgstaller bis zu seiner Emeritierung 2007 inne. Seit 2009 ist er Rechtsschutzbeauftragter beim Bundesministerium für Inneres.
Burgstaller bemühte sich während seiner aktiven akademischen Laufbahn sehr um eine Verknüpfung von Strafrechtswissenschaft und -praxis. So veranstaltete er zahlreiche Seminare und Vorträge, die sich ebendiesem Anliegen widmeten und war von 1976 bis 2008 Vorsitzender der Österreichischen Gesellschaft für Strafrecht und Kriminologie. Ebenso machte er sich um den Austausch mit der deutschen Strafrechtswissenschaft verdient. So war Burgstaller unter anderem von 1984 bis 1996 Mitglied des Fachbeirats des Freiburger Max-Planck-Instituts für ausländisches und internationales Strafrecht.
Burgstaller ist seit 1964 verheiratet und seit 1974 Vater eines Sohnes. Seit 2001 ist er wirkliches Mitglied der Österreichischen Akademie der Wissenschaften. Außerdem wurde ihm 1998 von der Eötvös-Loránd-Universität in Budapest die Ehrendoktorwürde verliehen.

## Wirken und Werke (Auswahl)
Burgstallers Forschungstätigkeit konzentriert sich insbesondere auf das materielle Strafrecht, wobei hier wiederum der Schwerpunkt bei der Strafrechtsdogmatik liegt. Zu Beginn seiner widmete er sich vor allem dem allgemeinen Verbrechensbegriff und der Rechtswidrigkeit. Sein größtes Verdienst ist jedoch wohl in der dogmatischen Erschließung der Fahrlässigkeitsstraftaten zu sehen. Burgstallers Arbeiten hierzu bilden die maßgebliche Grundlage für die Normierung im 1975 neu in Kraft getretenen österreichischen Strafgesetzbuch, das Burgstallers Dogmatik im Kern fast vollständig übernommen hat.
- mit Konrad Schima, Franz Császár: Die Aussetzung der Entscheidung im Verfahren vor den Geschworenengerichten. Springer, Berlin 1968, ISBN 978-3-211-80875-7 (Die von Burgstaller erarbeiteten Teile dieses Werkes dienten ihm nach Überarbeitung zugleich als Habilitationsschrift).
- Das europäische Auslieferungsabkommen und seine Anwendung in Österreich. Manz, Wien 1970.
- Das Fahrlässigkeitsdelikt im Strafrecht unter besonderer Berücksichtigung der Praxis in Verkehrssachen. Manz, Wien 1974, ISBN 978-3-214-06914-8.
- Der Ladendiebstahl und seine private Bekämpfung im österreichischen Strafrecht. Wirtschaftsverlag Orac, Wien 1981, ISBN 978-3-85368-485-6.

## Auszeichnungen
- 2016: Österreichisches Ehrenzeichen für Wissenschaft und Kunst
- 2021: Kardinal-Innitzer-Preis – Großer Preis[1][2]